# Ernest Edward Down
Sir Ernest Edward Down, britanski general, * 10. februar 1902, Calstock, Cornwall, Anglija, † 15. februar 1980.